# Jiaojiang (Taizhou)
Der Stadtbezirk Jiaojiang (chinesisch 椒江区, Pinyin Jiāojiāng Qū) ist ein Stadtbezirk der bezirksfreien Stadt Taizhou in der Provinz Zhejiang der Volksrepublik China. Er hat eine Fläche von 338,4 km² und zählt 826.074 Einwohner (Stand: Zensus 2020).

## Administrative Gliederung
Auf Gemeindeebene setzt sich der Stadtbezirk aus acht Straßenvierteln und einer Großgemeinde  zusammen. 